# Pfarrkirche Brandenberg

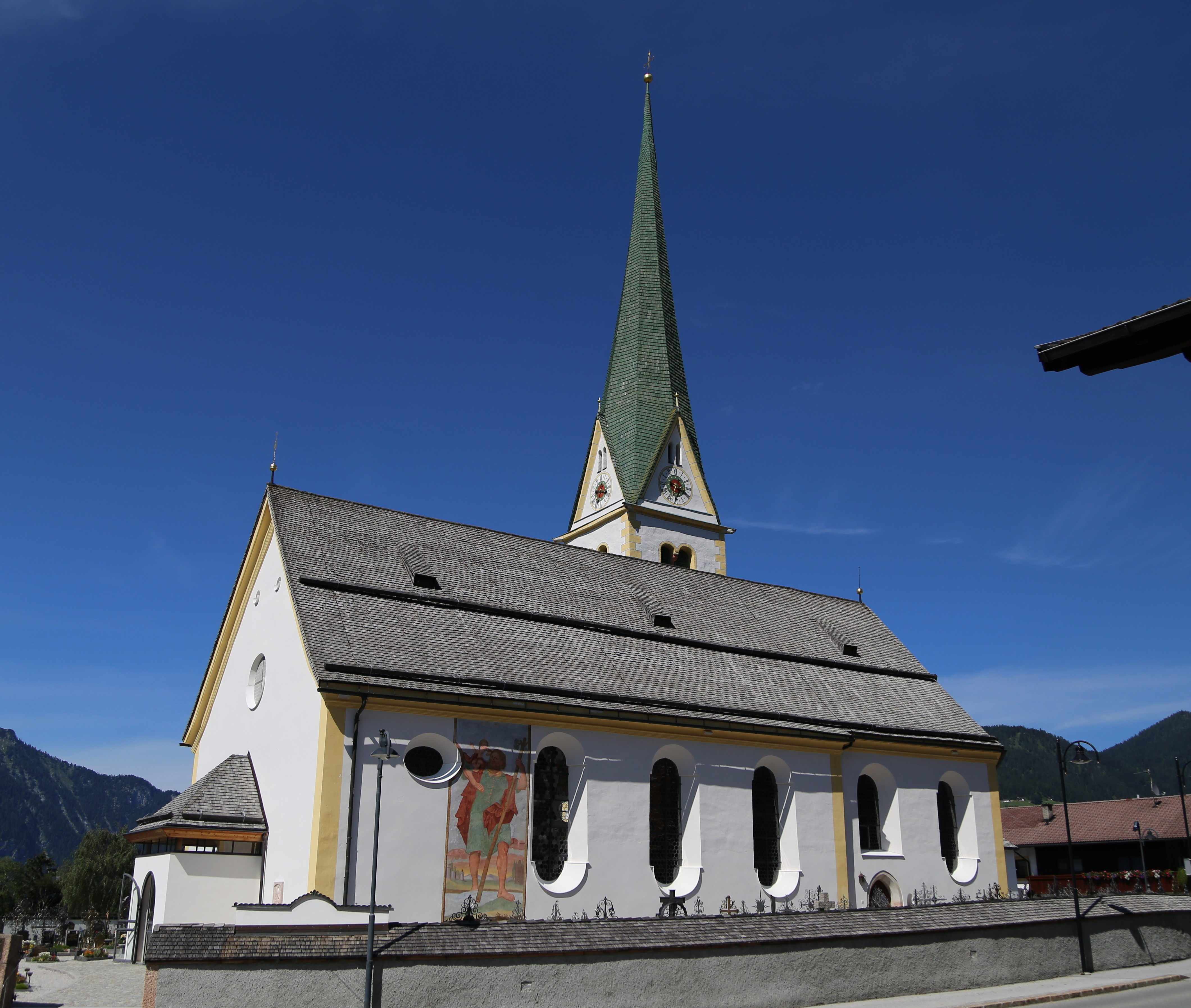
Pfarrkirche hl. Georg (2015)

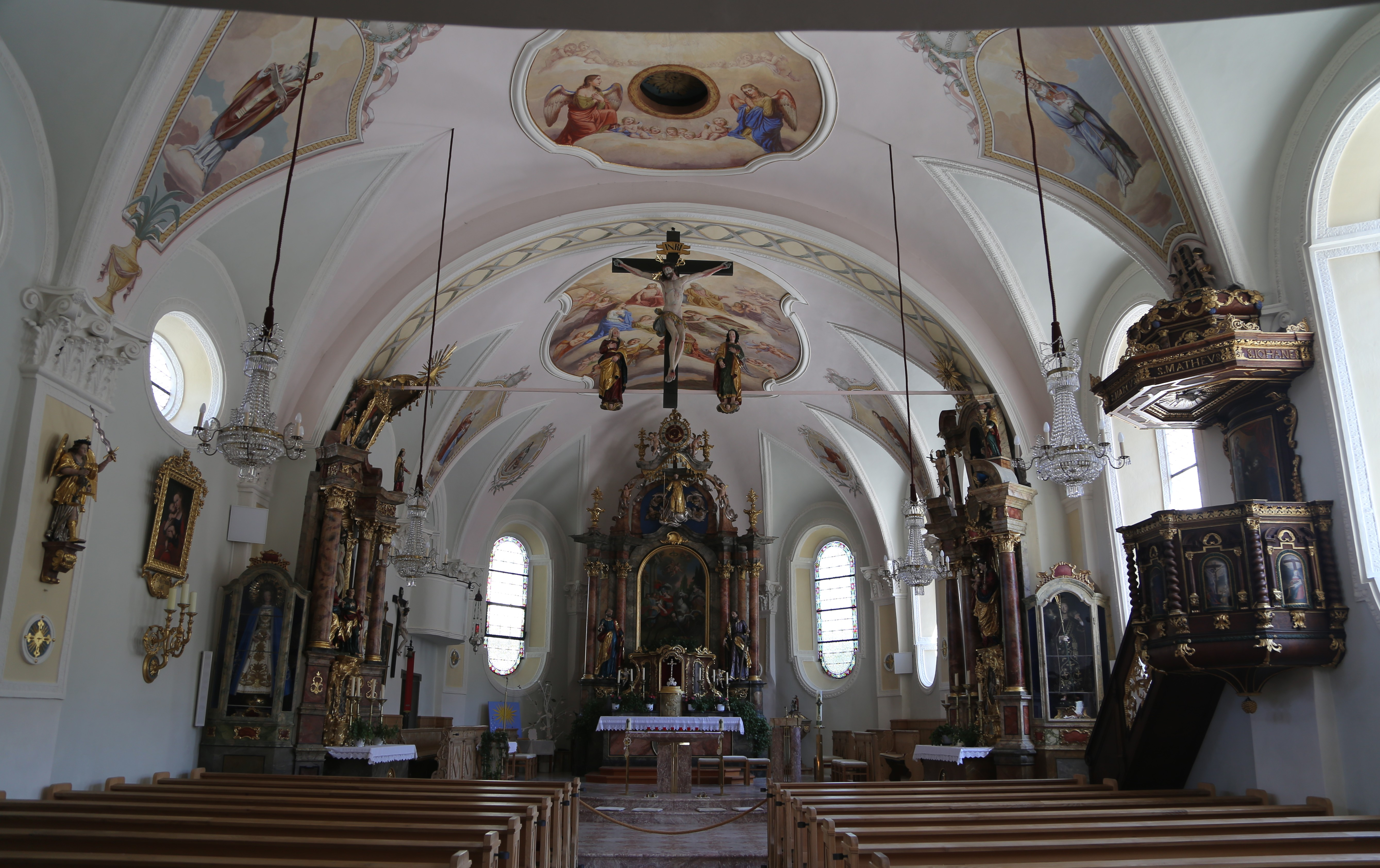
Langhaus, Blick zum Chor

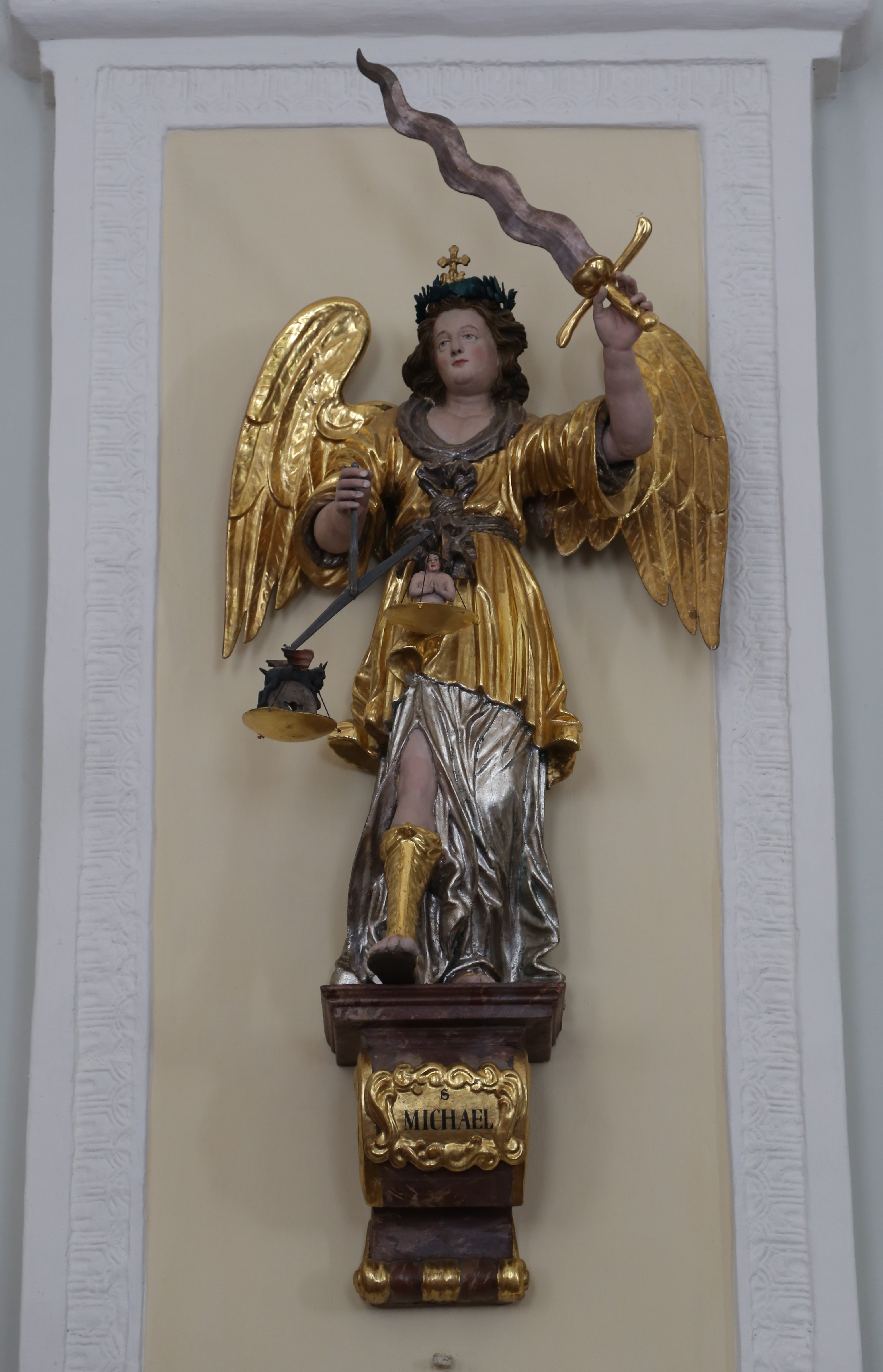
Erzengel Michael

Die römisch-katholische Pfarrkirche Brandenberg steht in der Gemeinde Brandenberg im Bezirk Kufstein im Bundesland Tirol. Die dem heiligen Georg geweihte Kirche gehört zum Dekanat Reith im Alpbachtal in der Erzdiözese Salzburg. Das Kirchengebäude steht unter Denkmalschutz (Listeneintrag).

## Geschichte
1266 wird die Kirche als Filiale der Pfarrkirche Breitenbach am Inn genannt. Mit dieser Nennung wurde die Seelsorge an das Stift St. Andrä in Freising abgegeben. 1693 wurde die Kirche zur Kuratienkirche und 1891 zur Pfarrkirche erhoben. Der im Kern und in einigen Baudetails spätgotische Kirchenbau wurde 1678 bis 1680 von Georg und Oswald Zwerger barockisierend umgebaut. Die Kirche ist von einem Friedhof umgeben.

## Architektur
An der Nordseite der Kirche sind zwei vermauerte gotische Spitzbögen, vermutlich von zwei ehemaligen Portalen. An der Chorsüdseite ist ein spätgotisches Spitzbogenportal erhalten. Das Westportal von 1680 wird von Pilastern flankiert und hat einen Dreiecksgiebel. An der Langhausnordseite sind, bedingt durch die Anbauten, hochliegende, querovale Fenster. In der Langhaussüdwand sind hochovale Fenster. Der Nordturm am polygonalen Chor ist etwas eingestellt. Der Turm hat rundbogige mit Säulen geteilte Doppelfenster und einen Spitzgiebelhelm. Östlich des Turmes ist die zweigeschoßige Sakristei angebaut, westlich des Turms ist eine Totenhalle.
Das vierjochige Langhausinnere ist mit einer Tonne mit Stichkappen überwölbt. Die Wände sind mit Pilastern mit Akantuskapitellen gegliedert. Zarter Ornamentstuck umrahmt die Fenster und betont die Kanten des Stichkappen. Die barocke Westempore aus dem dritten Viertel des 18. Jahrhunderts steht auf ionischen Säulen und hat eine vorschwingende Brüstung. Der rundbogige Triumphbogen verbindet das Langhaus und den leicht eingezogenen Chor. Das spätgotische Rundbogenportal zum Turmerdgeschoß im Chor hat ein abgefastes Gewände. Im Norden befindet sich eine Chorempore.

## Ausstattung
Die Deckengemälde, im Chor die Glorie der Heiligen Georg, Stefan und Barbara, im Langhaus Heilig-Geist-Loch mit Engeln und Enthauptung des hl. Georg, stammen von Josef Arnold dem Älteren (1853).

## Einrichtung
Der Hochaltar ist von 1788. Das Altarbild des Malers Simon Zaglacher stellt den Kampf des hl. Georg mit dem Drachen dar. Am Altar stehen die Statuen der Heiligen Petrus und Paulus und Vinzenz, dem Patron der Holzfäller. Der linke Wandaltar von 1700 wurde mehrmals verändert, das Kruzifix stammt aus dem 19. Jahrhundert, die Figur der Maria Magdalena aus dem Ende des 17. Jahrhunderts. Im Auszugsbild von 1788 ist der hl. Aloisius dargestellt. Der Tabernakel entstand um 1670. Der rechte Seitenaltar, ein Marienaltar, hat einen Tabernakel von 1788, die Marienstatue stammt aus der Zeit um 1700. Im Auszug des Altars ist die Dreifaltigkeit dargestellt.
Die Kanzel von 1680 zeigt die Bilder der Kreuztragung, Kreuzaufrichtung, Ohnmacht Mariens, eine Pietà und eine Schnitzgruppe der Heiligen Familie von 1788. Es gibt Konsolfiguren, die Erzengel Gabriel und Michael aus der zweiten Hälfte des 17. Jahrhunderts. Das Triumphbogenkreuz mit Maria und Johannes Evangelist ist aus dem ausgehenden 17. Jahrhundert.

## Orgel

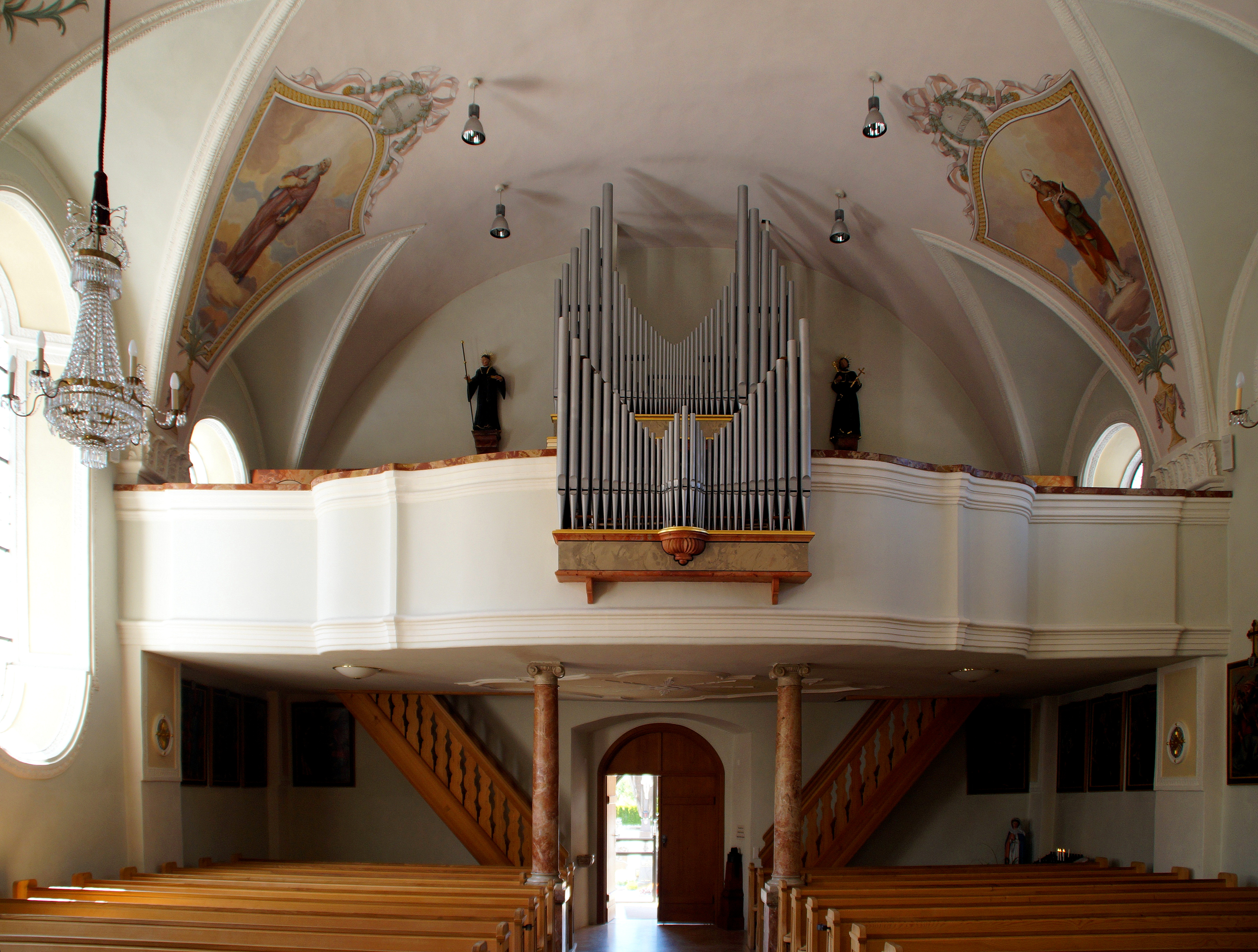
Reinisch-Pirchner-Orgel bis 2023

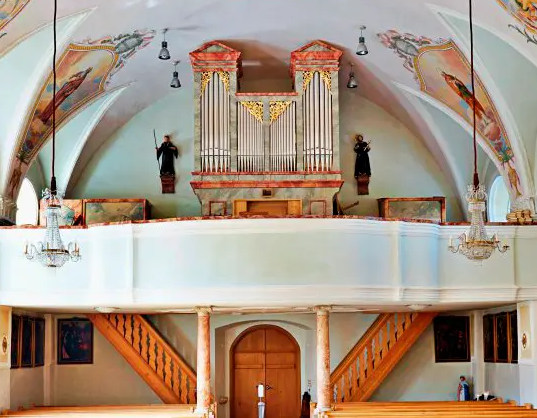
Neue Erler-Orgel von 2024

Eine neue Orgel baute 1896 Josef Sapl aus Kundl unter Verwendung einiger Register der Vorgängerorgel. 1953 erfolgte ein tiefgreifender neobarocker Umbau und die Erweiterung um ein Rückpositiv durch Reinisch-Pirchner aus Steinach. Fast alle Pfeifen der Orgel Sapls wurden wiederverwendet, aber teils abgeschnitten, versetzt etc. Die Registertraktur war grundsätzlich pneumatisch mit Kollektiven und Freikombination eingerichtet, die Koppeln dagegen davon ganz unabhängig mechanisch einschaltbar. Der Spieltisch war offenbar teilweise von Eisenschmid zugeliefert worden. Die Gebläseanlage stand frei auf dem Dachboden und war nicht gegen Witterungseinflüsse isoliert, weshalb die Orgel seit Erbauung de facto unstimmbar war. Auch ein großer Stoßbalg konnte die durch den langen Kanal verursachten Windstöße nicht ausreichend dämpfen. Zahlreiche, immer wiederkehrende technische Defekte in der Traktur, die mangelhafte Windversorgung und weitere Defizite machten langfristig eine grundsätzliche Lösung erforderlich.
2009 geschah nach der Kircheninnensanierung zunächst eine notdürftige Spielbarmachung durch Orgelbau Christian Erler aus Schlitters. 2023/2024 erfolgte eine Rückführung auf den klanglichen wie optischen Zustand von Josef Sapl 1896 nebst Rekonzeption des Rückpositivs als Schwellwerk im Inneren des rekonstruierten Gehäuses durch Orgelbauer Pius Erler aus Schlitters. Mensuren und Intonation erfolgten durch Ekkehard Fehl Orgelbau aus Teltow.
Disposition der Erler-Orgel:
| I Hauptwerk C–a3 |        |
| Bourdon          | 16′    |
| Principal        | 08′    |
| Lieblich gedeckt | 08′    |
| Octav            | 04′    |
| Dolceflöte       | 04′    |
| Superoctav       | 02′    |
| Cornett          | 02 ⁄3′ |
| Mixtur IV        | 01 ⁄3′ |

| II Schwellwerk C–a3 |    |
| Philomena           | 8′ |
| Echogamba           | 8′ |
| Vox angelica        | 8′ |
| Fugara              | 4′ |
| Traversflöte        | 4′ |
| Trombone            | 8′ |

| Pedal C–f1   |     |
| Subbass      | 16′ |
| Octavbass    | 08′ |
| Fagottbass 0 | 16′ |

- Koppeln: II/I, II/I Supkoppel (Zug), I/P, II/P (Zug und Tritt)
- Spielhilfen: Feste Kombination (Bourdon 16′, Principal 8′, Octave 4′, Mixtur 1 1⁄3′), Koppel I/P (Forte-Tritt), Schwelltritt

## Glocken
Eine Glocke wurde 1570 von Christoph Löffler gegossen, eine andere 1651 von Bartholomäus Köttelath.